# 埼玉県道85号春日部久喜線

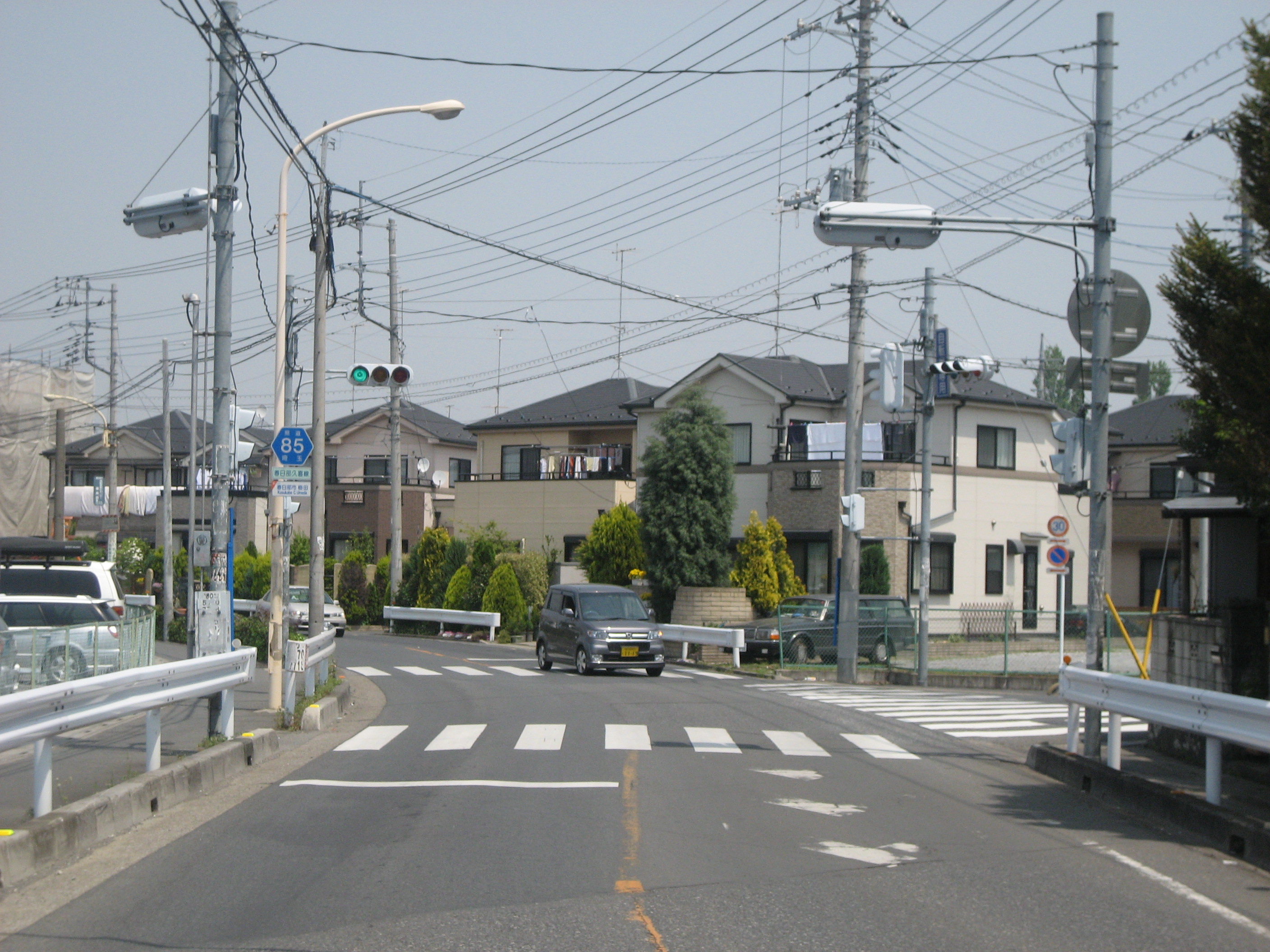
春日部市梅田付近

埼玉県道85号春日部久喜線（さいたまけんどう85ごう かすかべくきせん）は、埼玉県春日部市の国道16号から、久喜市の埼玉県道3号さいたま栗橋線に至る県道（主要地方道）である。東武伊勢崎線と並行しており、それを越える踏切が4か所ある。

## 概要
春日部市街地から東武伊勢崎線沿いに南埼玉郡宮代町を抜け、久喜市の埼玉県道3号さいたま栗橋線に至る。並行する東武伊勢崎線との交差が多く、開かずの踏切問題を抱えている（後述）。和戸駅付近は幅員が少なく、制限速度が30 km/hに設定されている他、久喜市内においても後述の陸橋手前から僅かに歩道のない狭い区間が存在し、住宅地である事もあり歩行者や自転車、自動車の通行には危険を伴っている。
また2012年に、埼玉県道146号六万部久喜停車場線がバイパスの建設により上早見交差点へ接続されたため、川越市・桶川市方面から宮代町方面へ当県道と合わせて一本で結ばれた。

### 路線データ
- 起点：埼玉県春日部市梅田一丁目 国道16号 梅田（うめだ）交差点
- 終点：埼玉県久喜市 埼玉県道3号さいたま栗橋線 上早見交差点
- 路線延長：15,758m

## 路線状況
久喜駅南に位置する踏切は、2006年末頃から跨線橋の建設が行われ、2011年3月26日に開通。これは、東武伊勢崎線とJR東北本線（宇都宮線）の踏切の間隔が20 mほどしかなく、鉄道の便数が多い時間帯では相互に遮断機が閉まり、ボトルネック（開かずの踏切）となっていたためである。久喜駅の東西を結び、センターラインのある道路は、これ以外に久喜駅北側の埼玉県道153号幸手久喜線の跨線橋（丸島大橋）と、久喜駅南側で本道踏切と同様の問題を抱えている市道の踏切が1本あるのみである。
東武動物公園駅南に位置する踏切（宮代町立東小学校付近）も同様の問題を抱えている。東武動物公園駅にて東武伊勢崎線と東武日光線が合流し、加えて東京メトロ日比谷線が当駅まで乗り入れしているため、便数が非常に多い。この問題を解決するために、東武動物公園駅と姫宮駅の間に、線路の下をくぐる立体交差を2007年より建設し、2008年11月28日に完成した。また開通に伴い、この踏切北側の五差路（東小脇）における埼玉県道154号蓮田杉戸線の優先道路の方向を明白にするため、この五差路から山崎交差点北側の新道分岐までの区間（旧道区間にあたる）のセンターラインを廃止し、1車線化された（2車線時代も決して幅員は広くなく、道路全体で6m程度であった）。
なお現在、本道に並行する東武伊勢崎線春日部駅-久喜駅間にある立体交差は、上記の久喜市内の春日部久喜線、宮代町内の新橋通り、春日部市内の国道16号の3ヵ所のみである。
また、前述した久喜駅南側に建設された陸橋から久喜市・宮代町の境目までバイパス道路が整備された為、旧道に当たる区間は県道から久喜市・宮代町道へ降格されると共に踏切は閉鎖され、通行できなくなっている。かつてバイパス道路の起点側には施設があり、本道とはクランク交差点での接続となっていた影響で久喜市方面側の渋滞が頻発していたが、2018年5月24日に開通した。

### 重複区間
- 埼玉県道2号さいたま春日部線（春日部市、中央一丁目（西）- 新町橋（西））
- 埼玉県道154号蓮田杉戸線（宮代町、中島交差点 - 山崎交差点）

## 地理

### 通過する自治体
- 埼玉県
  - 春日部市
  - 南埼玉郡宮代町
  - 久喜市

### 交差する道路
| 交差する道路                             | 交差する道路                | 交差点名    | 所在地   |
| ---------------------------------------- | --------------------------- | ----------- | -------- |
| 国道16号                                 | 国道16号                    | 梅田        | 春日部市 |
| 埼玉県道2号さいたま春日部線              | 埼玉県道2号さいたま春日部線 | 中央1丁目西 | 春日部市 |
| 埼玉県道319号惣新田春日部線              | 埼玉県道2号さいたま春日部線 | 新町橋西    | 春日部市 |
| 埼玉県道406号姫宮停車場線                |                             | 川端4丁目   | 宮代町   |
| 本線                                     | 埼玉県道154号蓮田杉戸線     | 中島        | 宮代町   |
| 埼玉県道154号蓮田杉戸線                  | 本線                        | 山崎        | 宮代町   |
| 埼玉県道409号和戸停車場線                |                             | 和戸駅入口  | 宮代町   |
| 埼玉県道65号さいたま幸手線               | 埼玉県道65号さいたま幸手線  | 和戸        | 宮代町   |
| 埼玉県道87号上尾久喜線                   |                             | 南4丁目     | 久喜市   |
| 埼玉県道3号さいたま栗橋線                | 埼玉県道3号さいたま栗橋線   | 上早見      | 久喜市   |
| 埼玉県道146号六万部久喜停車場線 桶川方面 |                             |             |          |

### 交差する交通機関・主な河川
- 古隅田川（春日部市 梅田橋、十文橋）

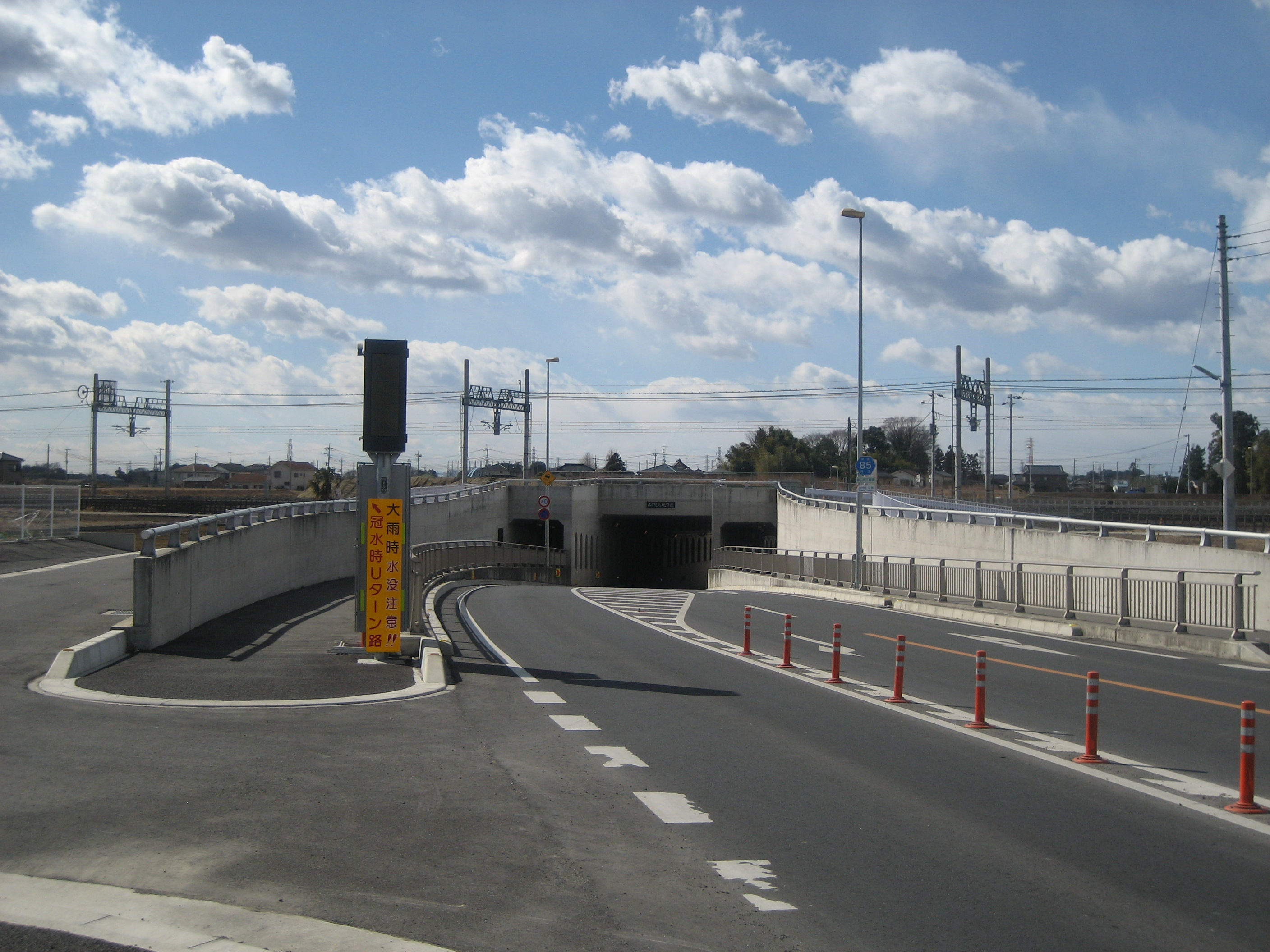
みやしろ地下道

- 東武野田線（春日部市、春日部駅西踏切2か所）
- 東武伊勢崎線（春日部市、春日部駅西踏切/南埼玉郡宮代町、みやしろ地下道・須賀踏切/久喜市立体交差、久喜駅）
- 隼人堀川（春日部市 三千貝橋）
- 笠原沼落（南埼玉郡宮代町 笠原橋、小沼橋）
- 姫宮落川（南埼玉郡宮代町 中洲嶋橋、道仏橋、宮代橋）
- 中須用水（南埼玉郡宮代町）
- 備前堀川（南埼玉郡宮代町 和戸大橋）
- 備前前堀川（南埼玉郡宮代町 本郷橋）
- 蓮ヶ原川（久喜市 久喜東五丁目）
- JR東北本線（宇都宮線）（久喜市、立体交差）
- 東北新幹線（久喜市、立体交差）

### 沿道・近隣の主な施設
| 施設                                                    | 所在地   |
| ------------------------------------------------------- | -------- |
| 春日部駅                                                | 春日部市 |
| 春日部市立春日部中学校                                  | 春日部市 |
| 埼玉県立春日部工業高等学校                              | 春日部市 |
| 北春日部駅                                              | 春日部市 |
| 東武鉄道 南栗橋車両管区春日部支所                       | 春日部市 |
| 東武鉄道能力開発センター （東武鉄道動力車操縦者養成所） | 春日部市 |
| 姫宮駅                                                  | 宮代町   |
| 宮代町立図書館                                          | 宮代町   |
| 宮代町役場                                              | 宮代町   |
| 東武動物公園駅                                          | 宮代町   |
| 東武動物公園                                            | 宮代町   |
| 日本工業大学                                            | 宮代町   |
| 埼玉東部消防組合宮代消防署                              | 宮代町   |
| 和戸駅                                                  | 宮代町   |
| 久喜宮代衛生組合                                        | 宮代町   |
| 久喜市立久喜東小学校                                    | 久喜市   |
| 御嶽神社 (久喜市南)                                     | 久喜市   |
| 久喜市役所                                              | 久喜市   |
| 久喜市公文書館                                          | 久喜市   |
| 久喜総合文化会館                                        | 久喜市   |
| 埼玉県立久喜図書館                                      | 久喜市   |
| 埼玉県立久喜高等学校                                    | 久喜市   |
| 久喜市立久喜中学校                                      | 久喜市   |
| 久喜市立久喜南中学校                                    | 久喜市   |
| さいたま地方法務局久喜出張所                            | 久喜市   |
| 埼玉東部消防組合・久喜消防署                            | 久喜市   |
| 新久喜総合病院                                          | 久喜市   |

## ギャラリー

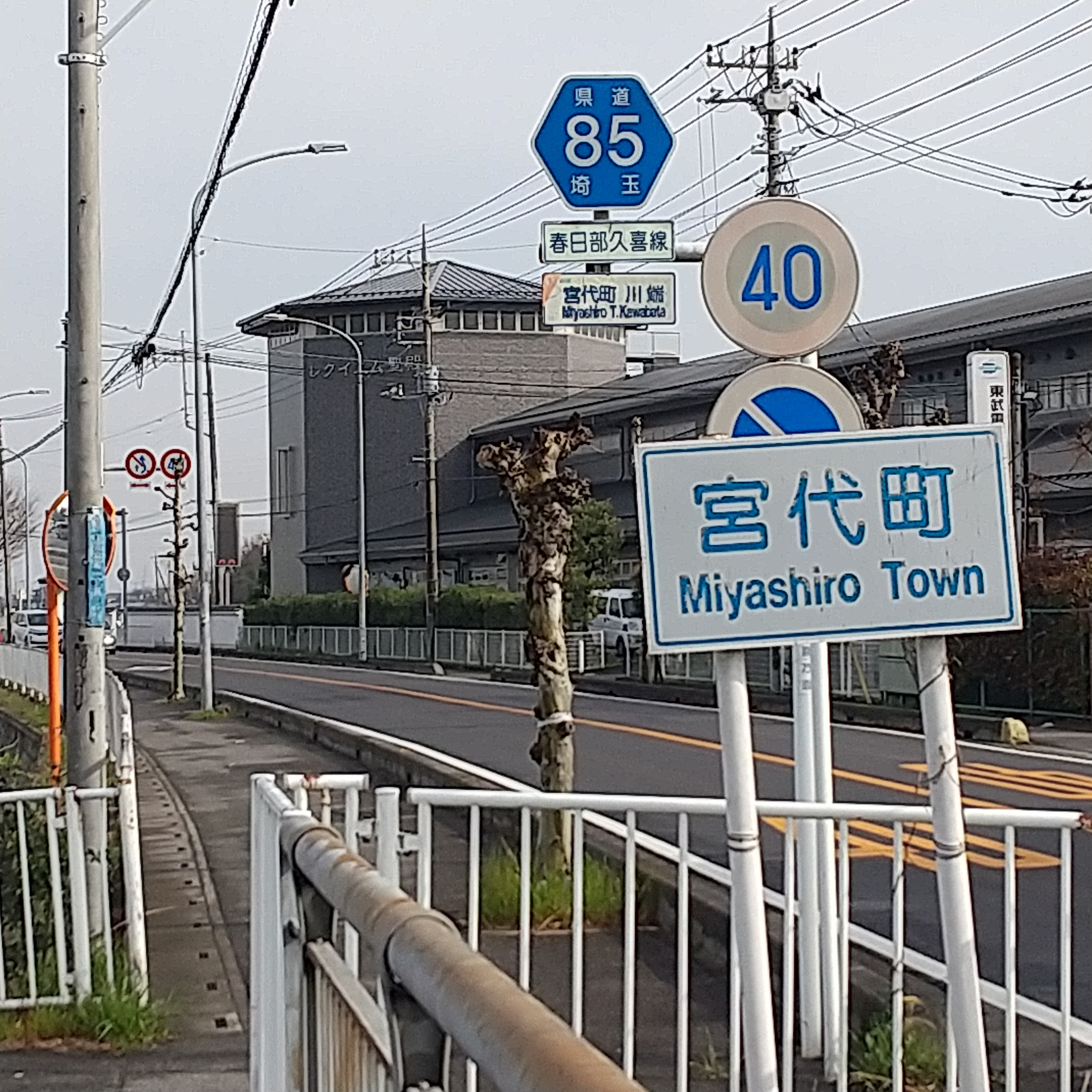
宮代町川端付近
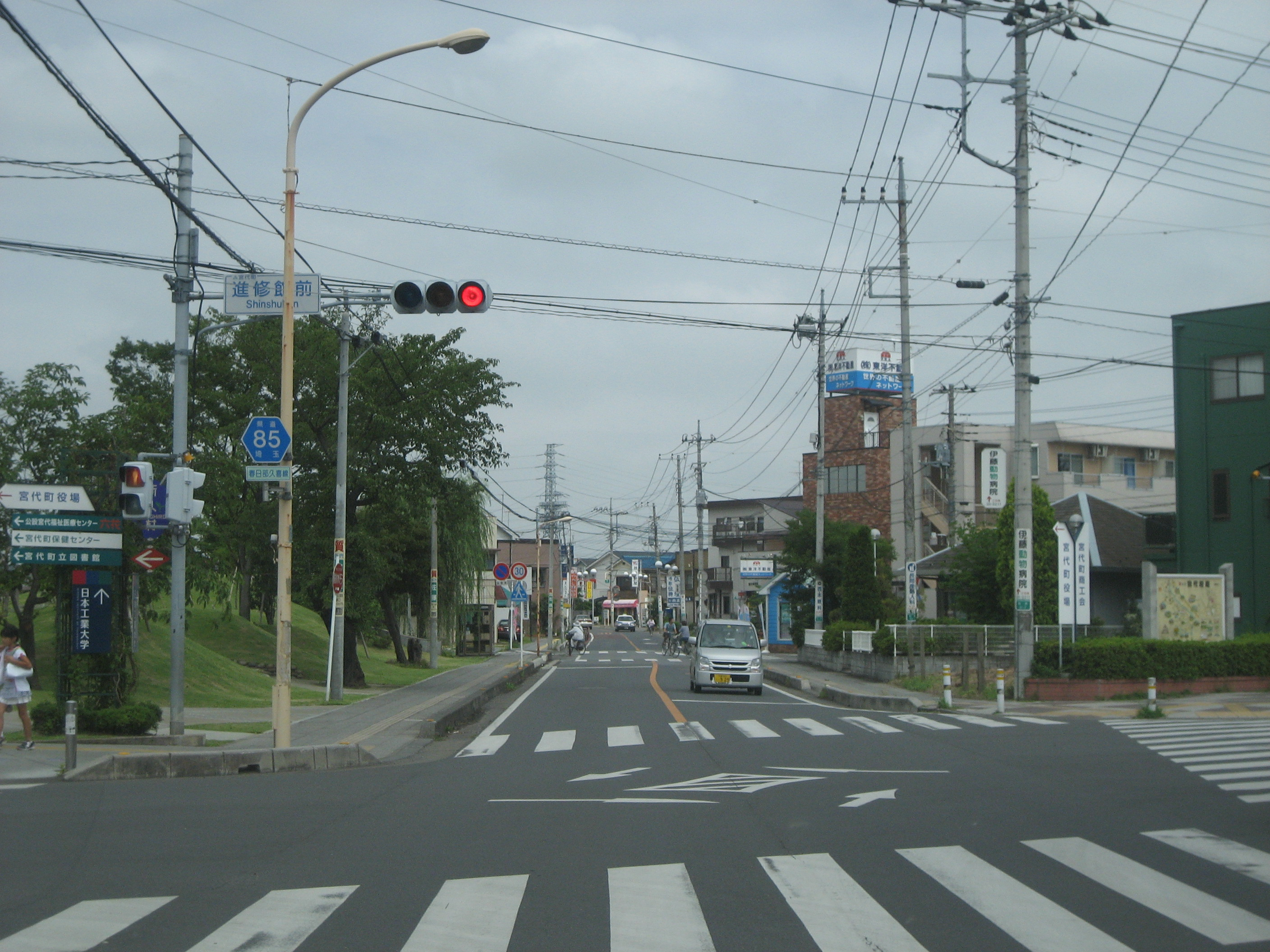
宮代町役場付近
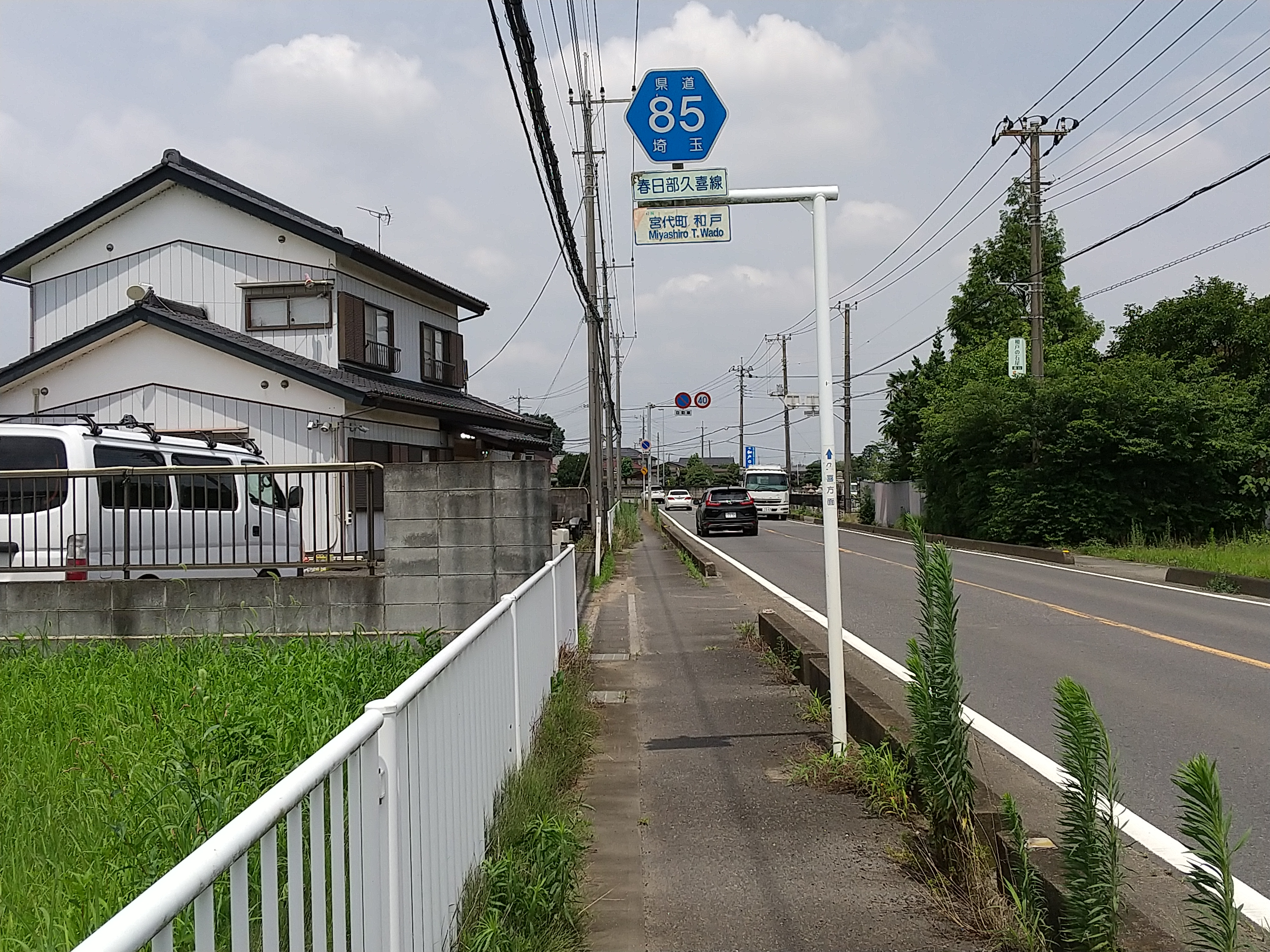
宮代町和戸付近
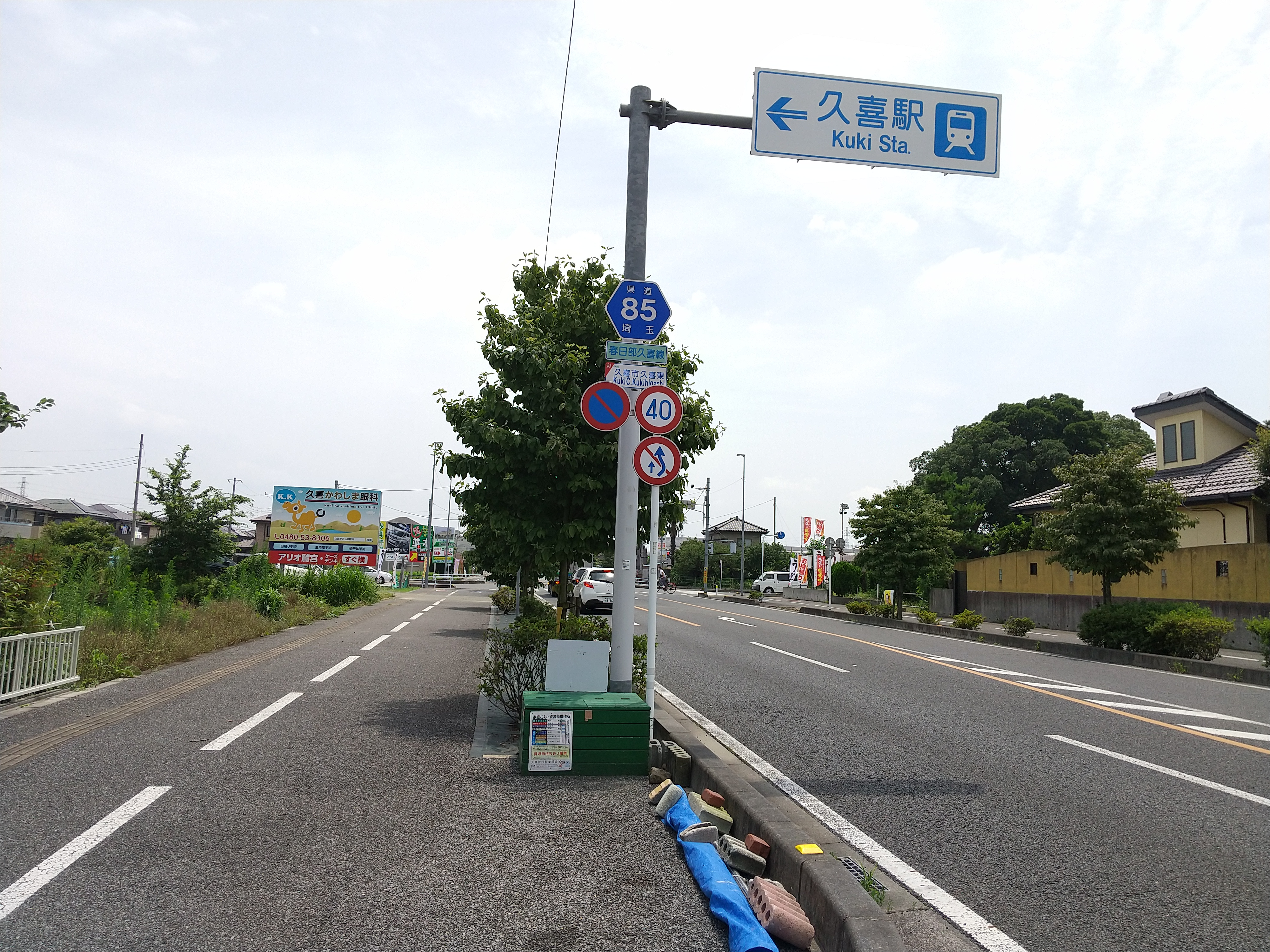
久喜市久喜東付近
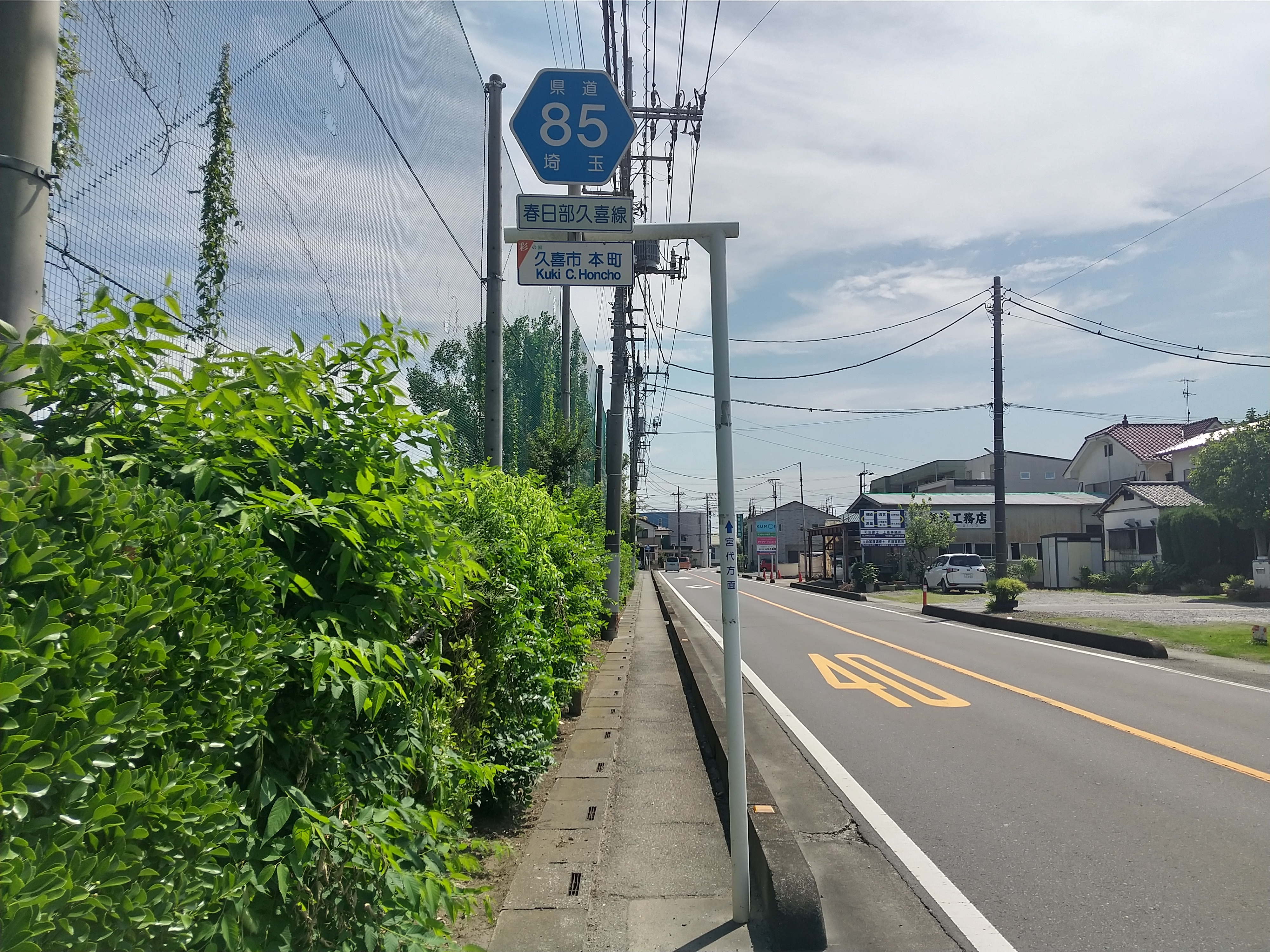
久喜市本町付近